# Léon Gaud
Léon Gaud (* 23. September 1844 in Versoix; † 18. November 1908 in Les Eaux-Vives, heute Gemeinde Genf; heimatberechtigt in Chêne-Bourg) war ein Schweizer Maler aus dem Kanton Genf.

## Leben

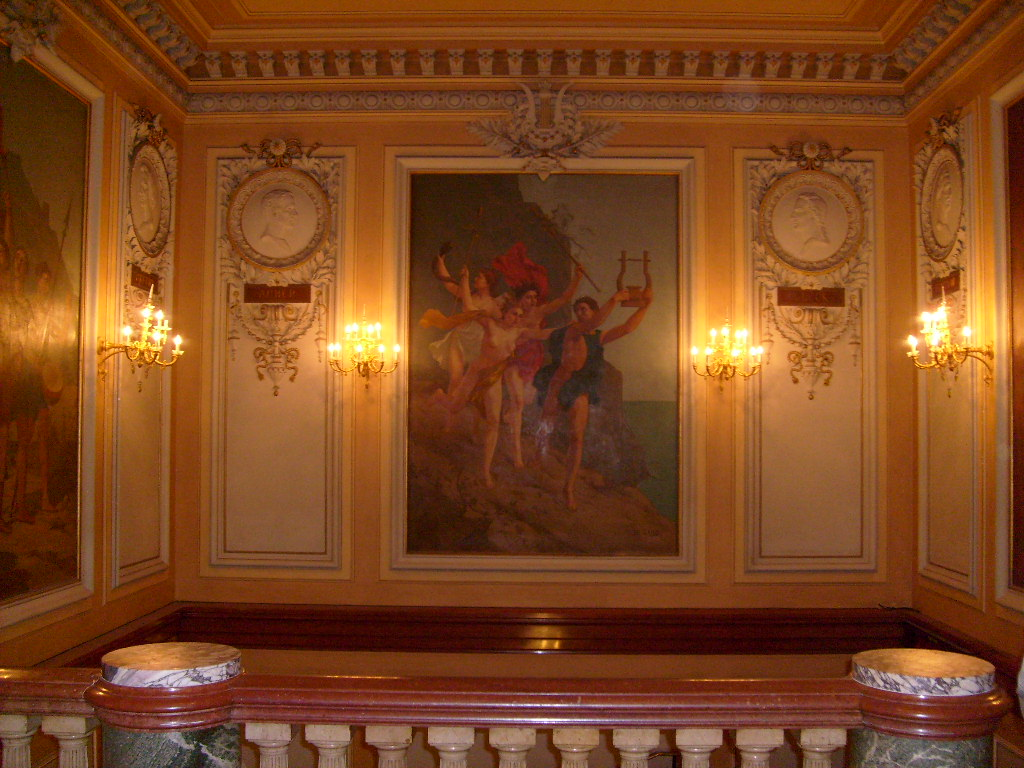
Malerei von Léon Gaud im westlichen Treppenhaus des Grand Théâtre de Genève

Léon Gaud war ein Sohn des Antoine Marie Gaud, Lehrer, und der Marie Rous, geborene Lacroix. Im Jahr 1873 heiratete er Louise Pacot d’ Yenne, Tochter des Jean-Louis Pacot d’ Yenne, französischer Offizier. Er war ein Schüler des Malers Barthélemy Menn in Genf. Unter der Leitung seines Lehrers beteiligte sich Gaud an der Ausschmückung des Rittersaales im Schloss Greyerz, wo er Camille Corot kennen lernte. Ab 1862 nahm er regelmässig an der Exposition municipale genevoise teil.

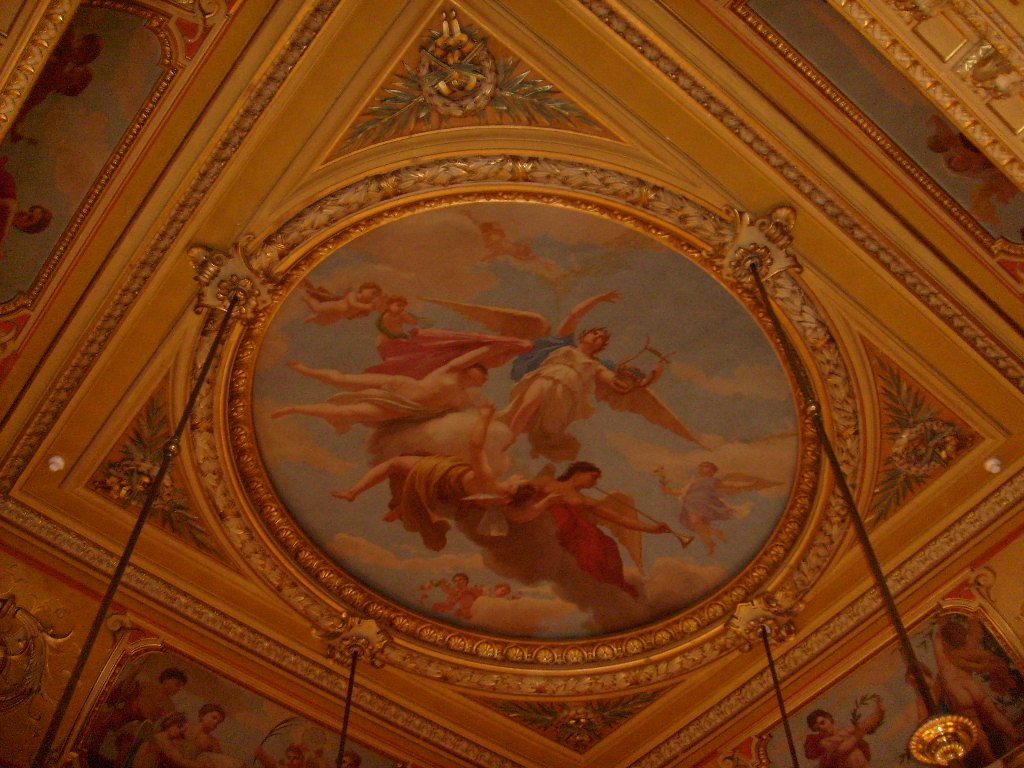
Deckenmalerei von Léon Gaud im kleinen Foyer des Grand Théâtre de Genève

Im Jahr 1866 gehörte Gaud der Fourieristenkolonie an, welche die Familie Bovy auf Schloss Greyerz ins Leben gerufen hatte. 1902 übernahm er von Menn die Leitung der Genfer Kunstgewerbeschule. 
Gauds bevorzugte Themen waren die Paysage intime (Freilichtmalerei) und bäuerliche, leicht moralisierende Szenen, die eng mit der Gegend rund um den Genfersee verknüpft waren. Gaud malte auch Tafelbilder für das Treppenhaus des Grand Théâtre in Genf und das Rathaus von Plainpalais. 
Im Jahr 1900 wurde er mit der Silbermedaille an der Pariser Weltausstellung ausgezeichnet.